# 天津梁启超旧居

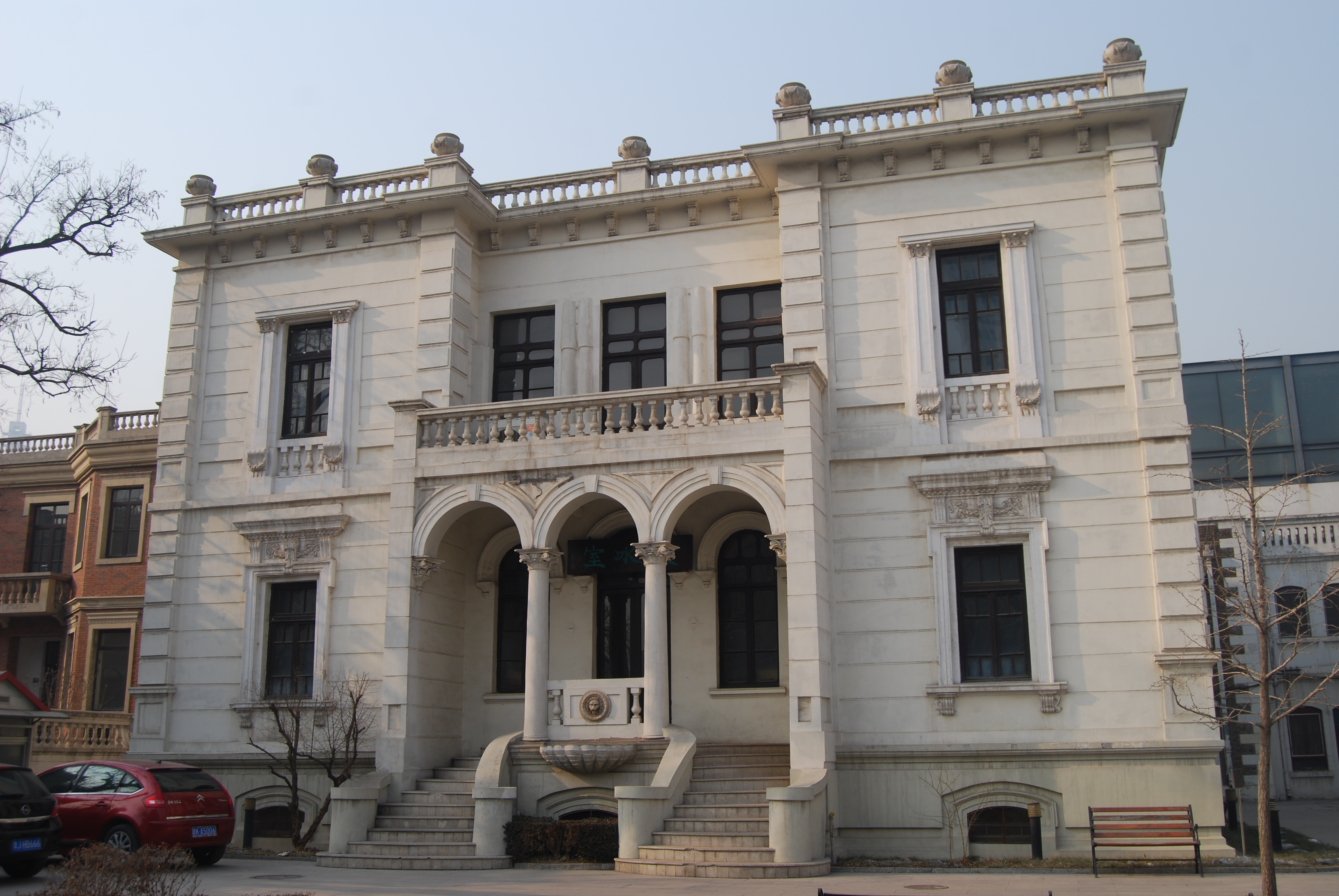
梁启超饮冰室书斋

梁启超旧居是中国近代思想家、政治活动家、学者、政治评论家、戊戌变法领袖之一、清华大学国学院四大导师之一梁启超在天津的故居。该建筑位于当时的天津意租界的马可波罗路（今河北区民族路44号-46号），其中民族路44号为梁启超故居楼，46号为其书斋“饮冰室”，现在这两所建筑同为“天津梁启超纪念馆”，并一同被被中华人民共和国国务院批准为全国重点文物保护单位，被天津市人民政府批准为重点保护等级历史风貌建筑。

## 历史

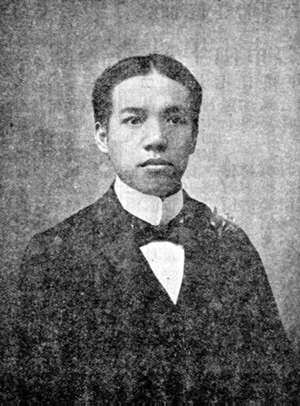
梁启超

1912年，梁启超结束了长达15年流亡生活，于1914年定居天津，并在天津意租界的马可波罗路旁购买周国贤的空地建宅，梁启超旧宅建筑面积1121平方米，为梁启超自己设计的砖木结构意式二层小楼。1915年，袁世凯预备称帝，蔡锷将军以治病就医名义来津，到此寓所与梁启超共商讨袁大计，这里即为云南爆发并波及全国的讨袁护国运动的策源地。
1991年，梁启超故居和饮冰室旧址被列为天津市文物保护单位。天津市政府先后耗资近2000万元用于周边居民搬迁和建筑整修。其中，梁启超的后代也先后捐献资金和梁启超生前的书籍、书柜、文房四宝等重要文物。
2002年10月，梁启超旧居开始修建“天津梁启超纪念馆”。2003年4月18日，天津市政府又将饮冰室扩建为该纪念馆的一部分并正式对外开放。其中旧居楼作为展示梁启超生平事迹的展室，书斋“饮冰室”做复原陈列展现梁启超生前工作和生活的环境。
2006年，中国国务院公布梁启超旧居为全国重点文物保护单位。
2008年5月1日，天津市旅游局、河北区旅游局授予天津梁启超纪念馆为中国国家3A级旅游景区标牌。

## 建筑
梁启超旧宅中的故居楼建筑面积1121平方米，为梁启超自己设计的砖木结构意式二层小楼带地下室，上靠屋顶有宽敞的阁楼，一、二层各有9间房，二楼由互通的隔扇门分为东西两部分，东半部为会客厅、起居室、图书资料室，为梁启超专用，西半部为其家属居住，楼下是过厅、小书房、客厅等。

## “饮冰室”书斋
梁启超“饮冰室”书斋建于1924年，该建筑位于当时的天津意租界的马可波罗路（今河北区民族路46号）梁启超旧居内其故居楼的西侧，目前，梁启超“饮冰室”书斋被中华人民共和国国务院批准为全国重点文物保护单位，被天津市人民政府批准为重点保护等级历史风貌建筑。该建筑由意大利建筑师白罗尼欧专为其设计，占地面积约1120平方米，建筑面积949.50平方米，为浅灰色二层小洋楼，三个半圆形连续拱券门洞作为主要入口，楼前设有花坛甬道。建筑内首层为其书房，二楼做卧室和会客。梁启超后期著述均于此完成。

### “饮冰室”的由来
梁启超于1911年從日本回到中國，以「飲冰」為名（源於《莊子·人間世》一句話：「今吾朝受命而夕飲冰，吾其內熱乎？」）以表其憂國憂民之心，並從此自號飲冰室主人。
查「飲冰」一詞，語出《莊子‧人間世》。曰：「葉公子高將使於齊，問於仲尼曰：「王使諸梁也甚重。齊之待使者，蓋 將甚敬而不急。匹夫猶未可動，而況諸侯乎！吾甚慄之。子常語諸梁也曰：『凡事若小若大，寡不道以懽成。事若不成，則必有人道之患﹔事若成，則必有陰陽之患。若成若不成而后無患者，唯有德者能之。』吾食也執粗而不臧，爨無欲清之人。今吾朝受命而夕飲冰，我其內熱與！吾未至乎事之情，而既有陰陽之患矣！事若不成，必有人道之患，是兩也。為人臣者不足以任之，子其有以語我來！」
其意是爲人臣子，受命於君，恐怕德行未足，難以成事，或事後無法全身而退，因此心焦如焚，欲飲冰以解内熱。當年梁啟超受命於光緒及康有爲，圖變法維新。後來滿清立憲失敗，梁自號「飲冰室主人」，以示「為人臣者不足以任之」之慨。

### 饮冰室合集

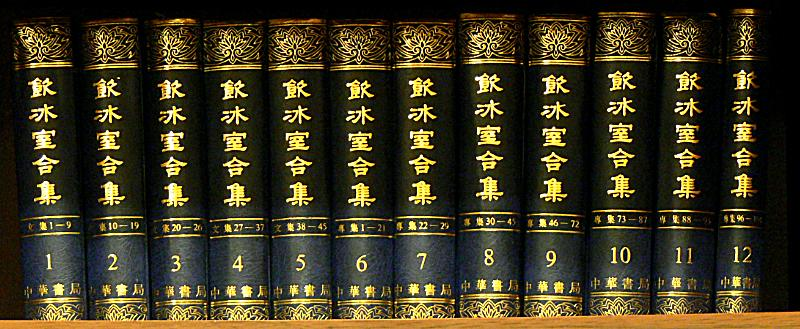
《饮冰室合集》1-12

《饮冰室合集》是梁启超在“饮冰室”书斋编写的一部著作集。梁启超逝世后，友人林志钧根据梁启超自选的《饮冰室文集》和遗稿为基础，搜集梁启超在各报章杂志上发表的文章，经过将多年的努力，在1932年编成《饮冰室合集》40册149卷约1400万字，1936年由中华书局出版发行。1941年重印。
1989年中华书局出版新版《饮冰室合集》12册，后重印多次（最近一次是2003年）。《饮冰室合集》是目前最完整的梁启超著作集。此集缺点是，没有统一的页码，没有注解、索引。
近年学者们发现还有大量梁启超著作，未收入《饮冰室合集》中。最近出版的《饮冰室合集·集外文》就是一部未收入《饮冰室合集》中的梁启超文集，包括约450篇文章，19篇专著，约450篇公文。

## 天津梁启超纪念馆
梁启超纪念馆由梁启超的故居楼和“饮冰室”书斋组成。以“梁启超与近代中国”为主题，分12个展室。有公车上书、戊戌变法、护国战争、巴黎和会等，最后一间展室展现的是梁启超的家庭及其九个子女成材的故事。展室分六个部分，分别是“勤学苦读的神童”、“戊戌变法的主将”、“君主立宪的鼓吹者”、“反袁护国的组织者”、“享誉中华的学术巨擘”、“寓居津门的饮冰室主人”。展室里陈列着梁启超的书信、书籍、历史文献以及活动照片等。 
“饮冰室”书斋楼内九间居室均恢复了当年的场景。一楼大厅左边墙上挂着蔡锷画像。客厅里陈列着菲律宾客人赠送给梁启超的蜥蜴标本以及鸵鸟蛋等复制品。二楼是梁启超的卧室、餐厅等。此外，纪念馆大院中央竖立着一尊高2.38米，重400多公斤的梁启超铜像。设计者为原籍新会的广州美术学院教授林敦厚父子。
　